# AS-105
A-105는 SA-10이라고도 하며, 미국의 아폴로 계획에 의해 마지막으로 행해진 새턴 I 로켓의 발사 실험이다.

## 개요
A-105에는 이번에도 아폴로 사령·기계선의 모형과 이것이 3번째의 비행이 되는 우주 미소 물질 탐사 위성 페가수스 C(Pegasus C)가 탑재되고 있었다. 우주선 로켓에 대해서는 전전회와 그 전전회의 A-103 및 A-104에서와 같이 큰 변경은 없었고, 페가수스 C의 중량은 1423.6 kg였다.

## 목적
이번 비행의 주된 목적은, 이전과 같이
1. 지구 저궤도에 있어서의 우주의 미소 물질의 조사와 채집
2. 각 시스템이 정확하게 작동하는지의 확인

등이었다.

## 비행
A-105는 1965년 7월 30일 13:00:00 UTC에, 케이프 커내버럴 LC-37B 발사대로부터 발사되어 약 11분 후에 무사히 궤도에 올랐다. 궤도에 오른 사령선, 페가수스, 둘째 단 로켓 모든 것을 합한 중량은 15,621 kg 이었다. 발사로부터 812초 후에 페가수스 C 가 분리되었고, 872초 후에 우주의 미소 물질 탐사를 위한 패널이 문제 없이 전개되었다. 페가수스 C는 당초의 예상보다 긴 1968년 8월 29일까지 신호를 계속 보냈다. 대기권 재돌입은 1969년 8월 4일로, 계획의 모든 목적은 달성되었다. 사령선이 대기권에 재돌입한 것은 1975년 11월 22일이었다.

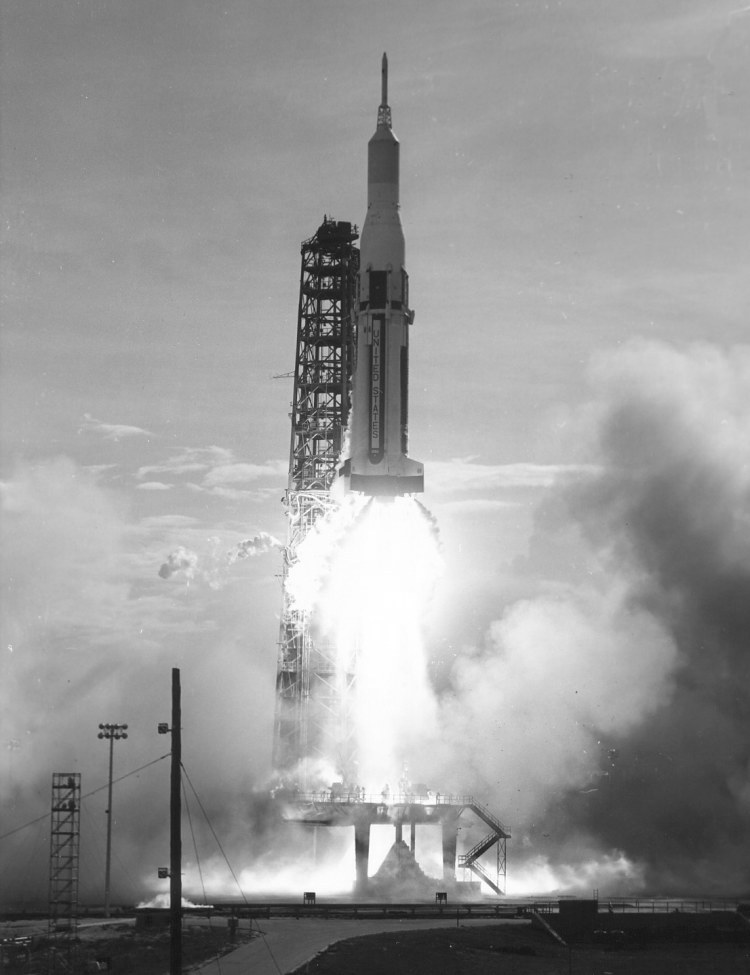
A-105의 발사

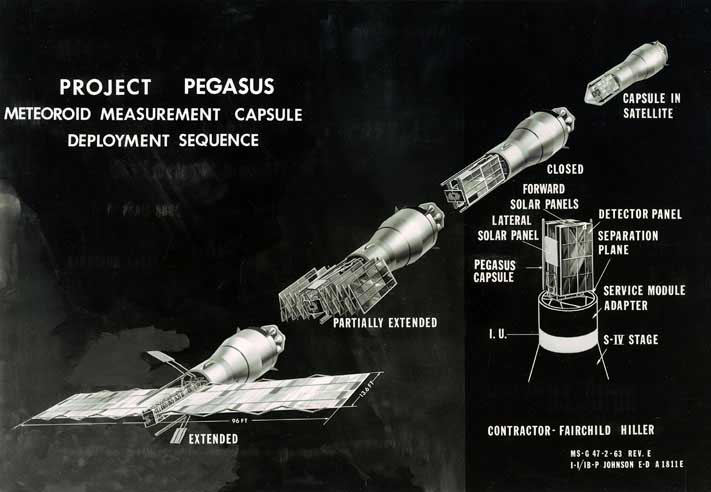
페가수스 위성의 개념도

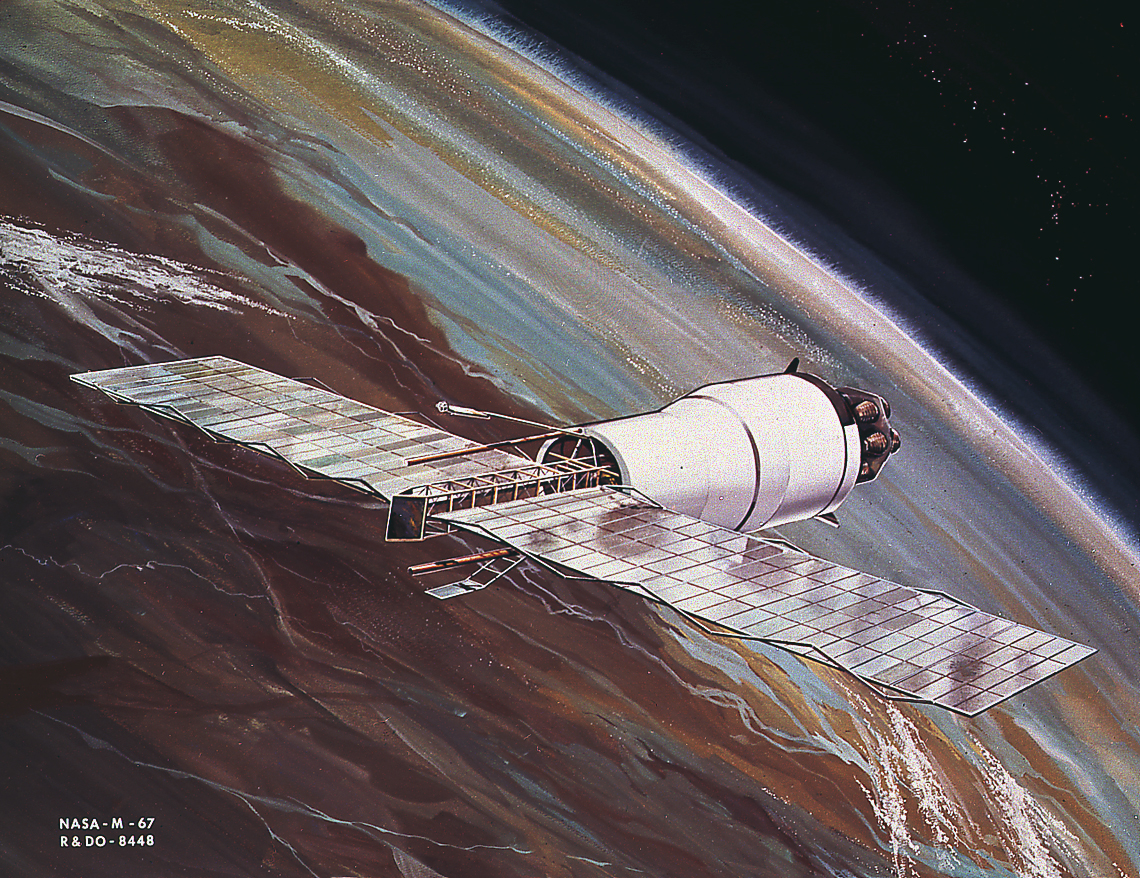
페가수스 위성